# Piter de Vries
Pour les articles homonymes, voir de Vries.
Piter de Vries est un personnage de fiction issu du cycle de Dune de l'écrivain Frank Herbert. Il apparaît brièvement et à plusieurs reprises dans le premier tome de la saga, Dune.

## Biographie du personnage

### Description et personnalité
Antithèse du mentat-assassin Thufir Hawat de la Maison Atréides, Piter de Vries est le mentat-assassin du baron Vladimir Harkonnen, chef de la Maison Harkonnen.
Piter est une création des maîtres généticiens du Bene Tleilax, un mentat « tordu » (corrompu, altéré, dégénéré) et drogué à l’Épice que, selon le baron, il « savoure […] comme une friandise ». Bien qu’il ait les yeux bleus sur bleus de l’Ibad (le blanc des yeux et l'iris, colorés d'un bleu profond, signe de la consommation d’Épice), Piter n’est pas un natif d’Arrakis. Il a également les lèvres rouge rubis, caractéristiques des buveurs de jus de sapho (une substance énergétique utilisée par les mentats pour améliorer leurs computations).
Il est décrit comme un homme de grande taille, élancé, « gracile, aux traits efféminés », avec « une voix de stentor enrichie d’une qualité musicale et douce ». Il apparaît aux yeux du baron comme « efficace mais aussi émotif, enclin à des crises de colère. Efficace mais capable d’erreur ». Dans ses échanges avec le baron, Piter se montre d’une surprenante familiarité. Dans le roman, quand le baron explique à son neveu Feyd-Rautha les limites de son mentat, affirmant que peut-être leurs ancêtres auraient dû utiliser des ordinateurs à la place de mentats, Piter rétorque que ceux-ci étaient des jouets par rapport à lui, et que même le baron pourrait faire mieux qu'eux.
Comme tout bon serviteur des Harkonnen, De Vries est un être rusé et malveillant mais également diaboliquement intelligent, du fait de ses capacités de mentat. Il n’hésite pas non plus à montrer une certaine ironie mordante, quand il le juge bon. Il est également sadique.
Son insolence est d’autant plus remarquable qu’il est parfaitement conscient d’être remplaçable, à la merci d’une nouvelle commande de son maître (au Bene Tleilax) lorsqu’il aura « fait son temps », ce qui chez les Harkonnen n’implique sans doute pas que Peter fasse de vieux os.

### DansDune
Dans Dune, Piter de Vries est l'instigateur du plan visant à subvertir le docteur Wellington Yueh, le médecin personnel de la Maison Atréides, les ennemis mortels de la Maison Harkonnen.
C'est Piter qui imagine l'enlèvement de l’épouse de Yueh, Wanna, n’hésitant pas à la torturer pour forcer le docteur de l’école Suk à trahir son duc, réussissant à cette occasion à venir à bout de son conditionnement impérial qui normalement l’empêcherait de faire ainsi. Yueh accepte de trahir quand le baron Vladimir Harkonnen lui promet la libération de sa Wanna adorée : le docteur neutralise Leto et l'offre aux Harkonnen après avoir ouvert pour eux les défenses de la résidence ducale lors de l'assaut Harkonnen sur Arrakis. On attribue également à Piter le plan qui vise à incorporer clandestinement les soldats d'élite Sardaukar de l’empereur Shaddam IV sous l’uniforme Harkonnen (fausse bannière) au cours de l'assaut, pour aider à la défaite de la Maison Atréides.
Piter est aussi un inventeur talentueux ; il imagine des « amplificateur de souffrances », des instruments de torture qui serviront notamment sur Wanna. Il est aussi le créateur du « poison résiduel », une substance toxique qui ne tue que si l'on cesse de donner l'antidote à la victime, permettant ainsi de la contrôler sans coup férir.
Avant la réalisation des plans Harkonnen, Piter montre qu'il convoite dame Jessica, la concubine du duc Leto. Mais il y renoncera quand le baron l'appâtera avec la promesse de lui laisser le contrôle d'Arrakis, après la victoire des Harkonnen. Piter ne vivra cependant pas assez longtemps pour profiter du triomphe de sa maison : il finira tué par Leto quand celui-ci libèrera le gaz toxique contenu dans une fausse dent creuse (implantée par Yueh, peu après l'avoir rendu inconscient) ; le baron, cible de l’attaque, repère au dernier moment l'état étrange de Leto et fuit peu avant la libération du gaz toxique, Piter étant atteint à sa place.
Le mentat des Atréides, Thufir Hawat, capturé lors des affrontements, le remplace bientôt. Mais ce dernier n’oubliera pas son ancienne allégeance aux Atréides, bien qu'il soit piégé par le poison résiduel (implanté sur ordre du baron), qui finira cependant par le tuer à la fin du roman.